# Sakshaug
Sakshaug är en kyrkby och tidigare tätort i Inderøy kommun i Trøndelag fylke i mellersta Norge. Orten ligger där fylkesväg 755 möter fylkesväg 6934, väster om kommunens centralort Straumen.
Sedan 2013 räknas bebyggelsen i orten som en del av tätorten Straumen.

## Bilder

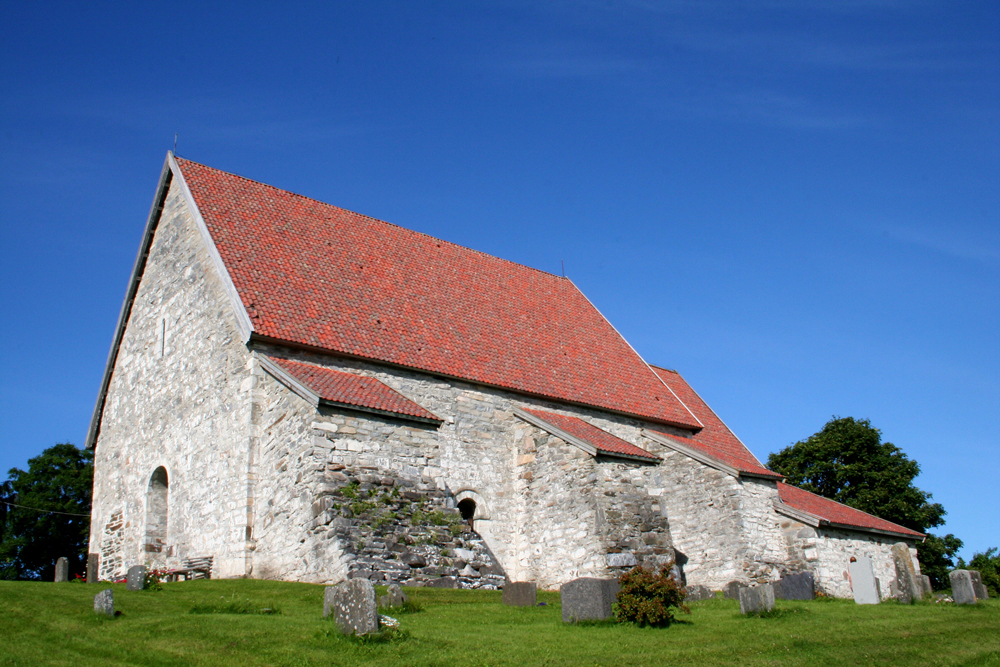
Sakshaugs gamla kyrka.
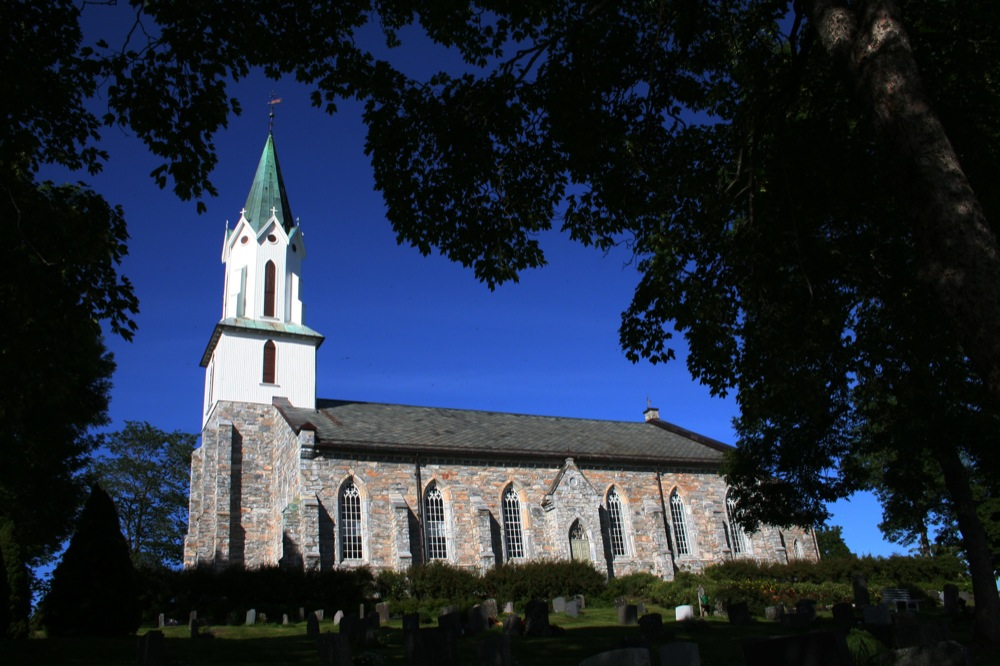
Sakshaugs nya kyrka.